# Peperomia elata
Peperomia elata är en pepparväxtart som beskrevs av C. Dc.. Peperomia elata ingår i släktet peperomior, och familjen pepparväxter. Inga underarter finns listade i Catalogue of Life.